# Acianthera macropoda
Acianthera macropoda es una especie de orquídea epifita originaria de Brasil donde se encuentra en la Mata Atlántica, anteriormente subordinada al género Pleurothallis.

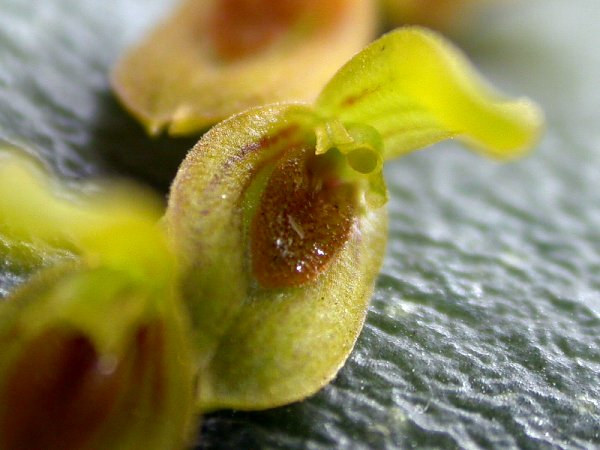
Flores

## Taxonomía
Acianthera macropoda fue descrita por (Barb.Rodr.) Pridgeon & M.W.Chase y publicado en Lindleyana 16(4): 244. 2001.
Etimología
Acianthera: nombre genérico que es una referencia a la posición de las anteras de algunas de sus especies.
macropoda: epíteto latino que significa "de columna grande".
Sinonimia
- Pleurothallis macropoda Barb.Rodr.
- Pleurothallis macropoda var. laevis Barb.Rodr.	[4][5]